# AS Police Niamey
Association Sportive Police w skrócie AS Police – nigerski klub piłkarski grający w nigerskiej pierwszej lidze, mający siedzibę w mieście Niamey.

## Sukcesy
- I liga[1]:
  - mistrzostwo (1): 2008.

- Puchar Nigru[2]:
  - zwycięstwo (2): 2008, 2021.

## Występy w afrykańskich pucharach
| Sezon     | Rozgrywki           | Runda   | Kraj    | Klub             | Dom | Wyjazd | Dwumecz |
| --------- | ------------------- | ------- | ------- | ---------------- | --- | ------ | ------- |
| 2009      | Liga Mistrzów       | wstępna | Libia   | Al-Ahly Trypolis | 2–1 | 0–6    | 2–7     |
| 2021/2022 | Puchar Konfederacji | 1       | Tunezja | US Ben Guerdane  | 1–0 | 1–3    | 2–3     |

## Stadion
Domowe mecze klub rozgrywa na stadionie o nazwie Stade Général Seyni Kountché w Niamey, który może pomieścić 35 000 widzów.

## Reprezentanci kraju grający w klubie od 1999 roku
Stan na styczeń 2023.
| - Fayçal Iboun Abdoulaye - Yacouba Ali - Abdoulaye Boukari - Kassaly Daouda - Abdoulaye Garka - Amadou Hassane - Mansour Ibrahim Hassane - Issoufou Hinsa - Parfait Kouassi | - Mamane Lawaly - Naso Layi - Hamissou Mallam - Bilyamine Moussa - Yussif Moussa - Ismael Issaka Souley - Boubacar Alexis Yaou - Constantin Avanon - Gabriel Dadzie |